# Albert Scherrer
Albert Scherrer   (Riehen, 28 de febrer de 1908 - Basilea, 5 de juliol de 1986) va ser un pilot de curses automobilístiques suís que va arribar a disputar curses de Fórmula 1 nascut el 28 de febrer del 1908 a Riehen, prop de Basilea, i va morir el 5 de juliol del 1986 a Basilea, Suïssa.

## A la F1
Va debutar a la vuitena i penúltima cursa de la quarta temporada de la història del campionat del món de la Fórmula 1, la corresponent a l'any 1953, disputant el 23 d'agost el GP de Suïssa al Circuit de Bremgarten, prop de Berna.
Albert Scherrer va participar en una única cursa puntuable pel campionat de la F1, retirant-se quan mancaven només 16 voltes i no aconseguint cap punt pel campionat de la F1.

## Resultats a la Fórmula 1
| 1953 | HW Motors | HWM | Alta | ARG \| 500 \| HOL \| BEL \| FRA \| GBR \| ALE \| bgcolor="#CFCFFF"\|SUI 9 | ITA ! - | 0 |

### Resum
| Curses: | Victòries: | Pòdiums: | Poles: | Voltes ràpides: | Punts: |
| ------- | ---------- | -------- | ------ | --------------- | ------ |
| 1       | 0          | 0        | 0      | 0               | 0      |